# Shavkat Salomov
Shavkat Salomov (Buxoro, RSS de Uzbekistán, 13 de noviembre de 1985) es un exfutbolista de Uzbekistán que jugaba en la posición de centrocampista.

## Carrera

### Club
| Periodo   | Club                    | Apariciones | Goles |
| --------- | ----------------------- | ----------- | ----- |
| 2000-2006 | FK Buxoro               | 141         | 18    |
| 2007-2012 | FC Bunyodkor            | 160         | 30    |
| 2010      | → Nasaf Qarshi (cedido) | 5           | 2     |
| 2013      | FC Zhetysu              | 27          | 3     |
| 2014      | FC Shakhter Karagandy   | 28          | 3     |
| 2015      | Olmaliq FK              | 29          | 8     |
| 2016      | FK Buxoro               | 29          | 3     |
| 2017      | FC Atyrau               | 25          | 2     |
| 2018-2019 | FK Buxoro               | 27          | 3     |
| 2019–2021 | FK Surkhon Termez       | 47          | 4     |
| 2021-2022 | FK Buxoro               | 0           | 0     |
| 2022      | Sogdiana Jizzakh        | 11          | 0     |

### Selección nacional
Jugó para Uzbekistán en 12 ocasiones de 2007 a 2012 y anotó un gol en la victoria por 9-0 ante China Taipéi en Taskent el 13 de octubre de 2007 por la Clasificación de AFC para la Copa Mundial de Fútbol de 2010. Participó en la Copa Asiática 2011.

## Logros
- Liga de fútbol de Uzbekistán (3): 2008, 2009, 2011
- Copa de Uzbekistán (2): 2008, 2012